# Ctenomys perrensi
Ctenomys perrensi är en däggdjursart som beskrevs av Thomas 1898. Ctenomys perrensi ingår i släktet kamråttor och familjen buskråttor. Inga underarter finns listade i Catalogue of Life.
Denna gnagare förekommer i nordöstra Argentina. Den vistas i regioner med sandig mark. Arten lever troligen i samma habitat som andra kamråttor.